# Bressana Bottarone
Bressana Bottarone ist eine norditalienische Gemeinde (comune) mit 3434 Einwohnern (Stand 31. Dezember 2023) in der Provinz Pavia in der Lombardei. Die Gemeinde liegt etwa 12 Kilometer südsüdwestlich von Pavia südlich des Po.

## Geschichte
Die Gemeinde wurde 1928 aus den damaligen Gemeinden Bressana und Bottarone gebildet. Schon früher waren die vormals eigenständigen Gemeinden und heutigen Ortsteile Argine nach Bressana und Mezzana Corti nach Bottarone eingemeindet worden.

## Verkehr
Durch die Gemeinde führt die Strada Statale 35 dei Giovi von Pavia kommend Richtung Casteggio. Der Bahnhof von Bressana Bottarone liegt an der Bahnstrecke Mailand–Genua, und von dort fängt die Strecke nach Stradella an.

## Persönlichkeiten
- Agostino Depretis (1813–1887), italienischer Premierminister